# San Leucio
San Leucio je naselje pri Caserti  v italijanski pokrajini Kampanija. Spada v skupino zgodovinskih objektov, ki jih je UNESCO zaščitil kot svetovno dediščino.

## Nastanek
Ferdinand IV. Neapeljski, kralj Neapeljskega kraljestva od leta 1759 do leta 1816 in Kraljevine Dveh Sicilij od leta 1816 do smrti leta 1825, se je izogibal dvornemu življenju in se je raje mudil v lovski koči, ki jo je imel nedaleč od Caserte. Prav zaradi nesreče pri lovu mu je leta 1778 umrl prvorojenec Tito Livio, kar je Ferdinanda globoko pretreslo. V spomin na sina je ukazal zgraditi zavetje za reveže, ki naj bi se zaposlili v prigrajeni svilarni, s čigar dohodki naj bi delavci prišli do ekonomske samostojnosti. Že pred tem je kralj, ki ga je zanimala starinska svilarska obrt v deželi, sprejel predlog ministra Tannuccija, po katerem je bila skupina mladih tkalcev poslana v Francijo, kjer se je izpopolnila v tkalski obrti in se nato povrnila v službo kraljevih svilarn. Ti ljudje so bili začetni mojstri v svilarni San Leucio, a kmalu so se jim pridružili francoski, genovski in sicilski obrtniki, ki so jih privabljali izredno ugodni pogoji zaposlitve. V kratkem je nastala kolonija pod vodstvom sposobnih tehnikov in mojstrov, ki so privedli svilarno di evropskega slovesa.

## Organizacija skupnosti
Zaposleni v svilarni so imeli zagotovljeno bivališče v bližini delovnega mesta. Stanovanjske hiše so bile zgrajene v duhu tedanjih urbanističnih pravil: bile so solidne, saj so še danes naseljene, imele so vodovod in sanitarije. Njihovim sinovom je bilo zagotovljeno brezplačno izobraževanje od šestega leta dalje. V ta namen je bila ustanovljena šola (prva obvezna šola v Italiji), kjer so se poučevali razni predmeti, predvsem matematika, leposlovje, katekizem, zemljepis, gospodinjstvo za deklice in telovadba za dečke. Sinovi zaposlenih so imeli pravico do zaposlitve v svilarni pri petnajstih letih. Pogodba je predvidevala 11 delovnih ur dnevno, medtem ko so v ostali Evropi normalno sprejemali 14-urni delavnik. Pripadniki skupnosti so lahko kadarkoli zapustili kolonijo, vendar zaradi ugodnosti, ki jih je skupnost nudila, se je to dogajalo poredkoma. Če so pa odšli, jim je bilo po navadi prepovedano, da bi se vrnili.
Vsi prebivalci so bili enakopravni, ne glede na službeni položaj in ne glede na spol. Edino razlikovanje je temeljilo na spoštovanju, ki si ga je osebek pridobil pri ostalih. Privatna lastnina je bila zaščitena, niso pa bile dovoljene dote in oporoke. Ob moževi smrti je vse njegovo imetje podedovala žena, od nje pa je prešlo na skupno blagajno, ki je preskrbovala sirote in druge potrebne prebivalce skupnosti. Poroke med prebivalci San Leucia so bile dovoljene, ko so fantje dosegli 20 let in dekleta 16 let, vendar samo če so prej dobili posebno priznanje zaslužnosti, ki so ga izdali obrtni mojstri. Zasebni problemi so se reševali s pomočjo neke vrste sodišča, sestavljenega iz starejših in splošno spoštovanih oseb, ki so imele tudi nalogo, da nadzirajo higijensko stanje v bivališčih in so imele pravico do kaznovanja prekrškov, vse do izgona iz kolonije.
Delavcem, ki so se ponesrečili na delu, je bilo dovoljeno nadaljnje bivanje v skupnosti. Zanje je bil načrtovan dom invalidov, ki pa ni bil dograjen zaradi Napoleonovega prihoda, zato so prebivalci sami ustanovili za invalide poseben sklad, ki se je vzdrževal s prostovoljnimi prispevki vseh delavcev. 

## Proizvodnja
Začetna proizvodnja svilarne se je omejevala na osebno perilo, brokate in žamete. Pozneje se je specializirala v izdelavi raznih vrst tančic in zaves. Svila iz teh delavnic je postala prvovrstno blago, ki se je prodajalo po vsej Evropi, večinoma za opremo kraljevih rezidenc, za izdelovanje cerkvenih zastorov, pa tudi za osebna oblačila premožnih ljudi. Še danes se ta svila najde na primer v Vatikanu, v italijanski vladni palači, v ovalnem studiju ameriške Bele hiše, v angleških in ameriških državnih zastavah.

## Zaton skupnosti
Leta 1834 se je svilarna organizirala kot Družba z omejeno odgovornostjo (d. o. o.) med Borbonci in privatniki, kar je ostala tudi po zedinjenju Italije. Kljub dobri proizvodnji in pridobitvi pomembnih patentov v zvezi s tehniko žakarda, je bila svilarna leta 1862 ukinjena. Ko so jo po štirih letih spet odprli, ni bilo več mogoče obnoviti prejšnjega elana. Danes je v bivši svilarni Muzej svile, kjer so razstavljeni stari in še delujoči tkalni stroji, ki jih poganja hidravlično kolo v podzemlju stavbe. Obiskovalci si lahko ogledajo tudi kraljeve stanovanjske prostore, dobro oskrbovane vrtove okoli palače, pa tudi tkalčevo hišo, ki je primer bivališča uslužbencev tovarne. 
Od leta 1997 je San Leucio vključen v kompleks Kraljeve palače v Caserti, njenega parka in Vanvitellijevega vodovoda. Skupaj so bili sprejeti v Unescovo svetovno dediščino. Razen izloženih strojev svilarne in zgodovinskih bivalnih poslopij so vredni ogleda razni umetniški izdelki, na primer freske v lovski koči, kjer je tudi fontana z delfini iz leta 1794, dragoceni predmeti v kraljevih prostorih, med katerimi je kopalna kad iz carrarskega kamna, pa tudi samo pročelje glavne stavbe imenovane Belvedere.
Skupnost San Leucia je bila konkretni poskus pravične socialne ureditve družbe v osemnajstem stoletju, ko so komaj začele prodirati ideje razsvetljenstva. Taka eksperimentalna ureditev, ki je z dolgoletnim uspehom dokazala svojo utemeljitev, se ni ponovila niti s francosko revolucijo niti z marksizmom. Žal ta del zgodovine tone v pozabo. Danes je San Leucio poznan samo po glasbenem festivalu, ki se vsako leto prireja v teh zgodovinskih prostorih.